# Zbigniew Messner
Zbigniew Stefan Messner (ur. 13 marca 1929 w Stryju, zm. 10 stycznia 2014 w Warszawie) – polski profesor nauk ekonomicznych, pracownik naukowy i polityk, członek Biura Politycznego Komitetu Centralnego PZPR (1981–1988), wiceprezes Rady Ministrów w latach 1983–1985, prezes Rady Ministrów w latach 1985–1988, poseł na Sejm PRL IX kadencji, członek Rady Państwa (1988–1989).

## Życiorys

### Młodość
Urodził się jako najstarszy syn Henryka i Bronisławy w ówcześnie leżącym na terenie Polski Stryju (obecnie leży na Ukrainie). W 1945, wraz z rodzicami i dwoma braćmi, został przesiedlony z Kresów Wschodnich do Gliwic. Studia ukończył w 1953 w Wyższej Szkole Ekonomicznej w Katowicach, a w 1961 doktoryzował się na tej uczelni (praca pt. Rachunek kosztów produkcji wydziałów wielkich pieców i kierunki jego rozwoju w polskim hutnictwie żelaza). 9 grudnia 1969 uzyskał habilitację (rozprawa pt. Rachunek kosztów jako instrument zarządzania przedsiębiorstwem przemysłowym) jako pierwszy naukowiec w historii Katedry Rachunkowości. W 1977 uzyskał tytuł profesora zwyczajnego. Od 1968 był prorektorem, a od 1975 do 1982 rektorem tej uczelni. Od 1972 do 1982 był dyrektorem Instytutu Organizacji Przetwarzania Danych WSE.
Od grudnia 1963 do 30 lipca 1968 był prezesem klubu piłkarskiego Piast Gliwice.

### Działalność polityczna w PRL
Od 1954 był członkiem Polskiej Zjednoczonej Partii Robotniczej, od 5 listopada 1980 do grudnia 1983 pełnił funkcję przewodniczącego Wojewódzkiej Rady Narodowej w Katowicach, od 1981 zasiadał w Biurze Politycznym Komitetu Centralnego PZPR, równolegle od 8 stycznia 1981 do 30 listopada 1983 był I sekretarzem Komitetu Wojewódzkiego PZPR w województwie katowickim. W latach 1981–1983 był także członkiem Komisji KC PZPR powołanej dla wyjaśnienia przyczyn i przebiegu konfliktów społecznych w dziejach Polski Ludowej. 2 września 1982 na mocy decyzji Biura Politycznego KC PZPR wszedł w skład Komitetu Honorowego uroczystości żałobnych Władysława Gomułki.
Wicepremier ds. ekonomicznych od 22 listopada 1983. Poseł na Sejm PRL w latach 1985–1989. 6 listopada 1985, po mianowaniu Wojciecha Jaruzelskiego na funkcję Przewodniczącego Rady Państwa – powołany na urząd Prezesa Rady Ministrów. Jako ekonomista miał się zająć wprowadzaniem trudnych reform gospodarczych („drugiego etapu reformy”), co skończyło się fiaskiem. Społeczeństwo w referendum w 1987 opowiedziało się za „radykalnym uzdrowieniem gospodarki” oraz poparło „polski model głębokiej demokratyzacji życia politycznego”. Referendum nie uzyskało mocy wiążącej wskutek nieuzyskania wymaganej przez ustawę większości głosów wszystkich uprawnionych. Z powodu porażki w referendum, a także po fali strajków wiosną i latem 1988 spowodowanych pogarszającą się sytuacją gospodarczą, 19 września złożył dymisję z funkcji premiera. Kandydował bez powodzenia na posła w czerwcowych wyborach z 1989.
W Biurze Politycznym pozostawał do X plenum Komitetu Centralnego PZPR w grudniu 1988, kiedy to Wojciech Jaruzelski przeprowadził rekonstrukcję BP. Z Biura odeszli wówczas, obok Zbigniewa Messnera, między innymi Józef Baryła, Tadeusz Porębski oraz Zofia Stępień. Do rozwiązania PZPR w styczniu 1990 pozostawał w składzie KC. W 1988 został wybrany w skład Rady Państwa, do której należał do czasu wyborów prezydenckich w 1989.

### Działalność po 1989
Po 1989 powrócił do działalności naukowej. Był autorem książek i publikacji z zakresu ekonomii, przede wszystkim zastosowań informatyki w ekonomii i rachunkowości. Ostatnia jego publikacja książkowa to Teoretyczne podstawy rachunkowości (Warszawa 1994). Był również przewodniczącym Komisji Egzaminacyjnej Krajowej Izby Biegłych Rewidentów, a także (w latach 2003–2014) prezesem Zarządu Głównego oraz członkiem honorowym Stowarzyszenia Księgowych w Polsce.
W 2003 wybrano go do rady nadzorczej Banku Gospodarki Żywnościowej jako reprezentanta Skarbu Państwa.
Zmarł w Warszawie 10 stycznia 2014. 8 dni później został pochowany na cmentarzu w Konstancinie-Jeziornie.

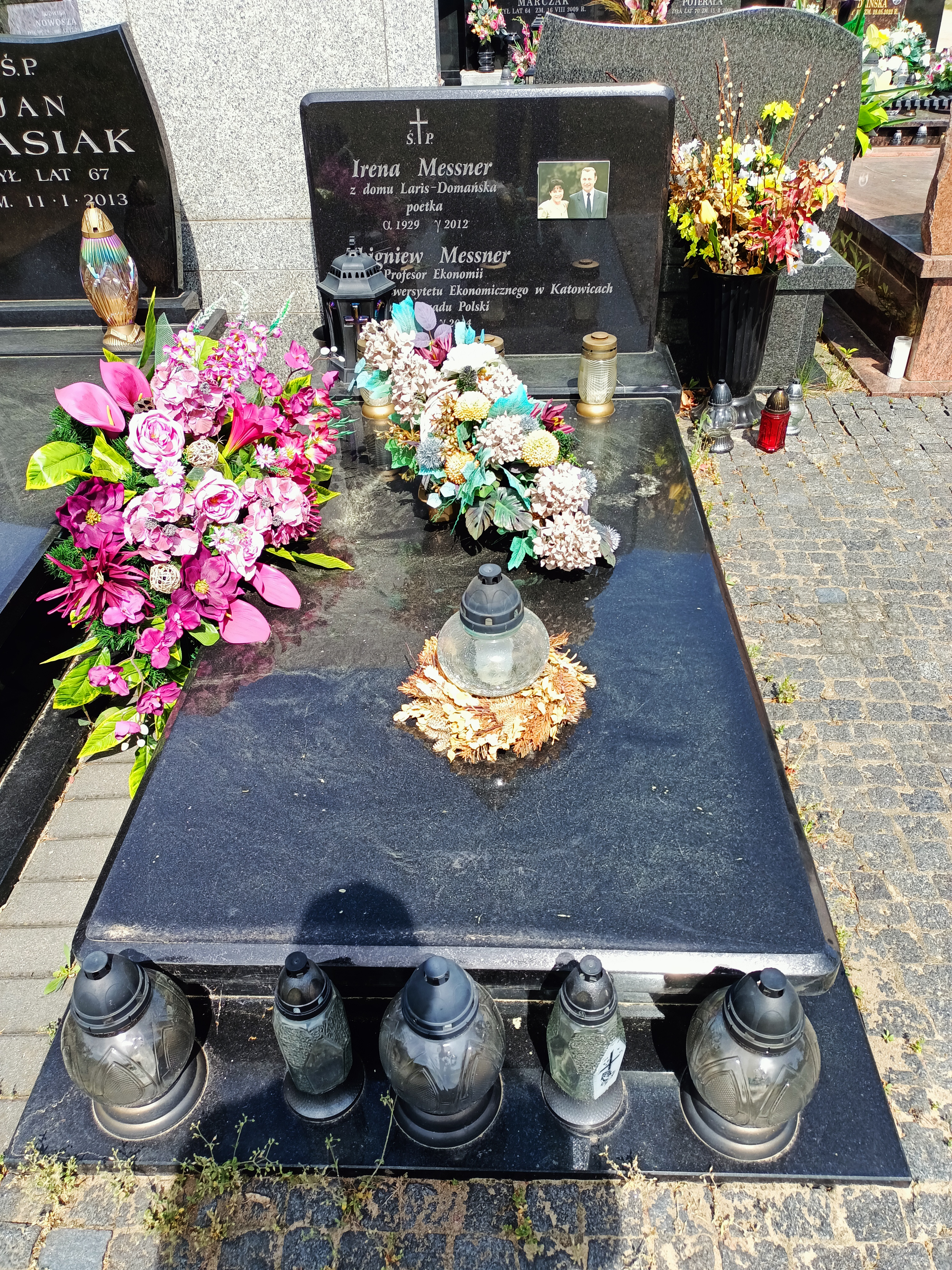
Grób Zbigniewa Messnera na Cmentarzu w Skolimowie

## Życie prywatne
Żonaty z Ireną Messner z domu Laris-Domańską (1929–2012), poetką, z którą miał dwie córki.

## Nagrody i odznaczenia
W 1986 został doktorem honoris causa Uniwersytetu Marcina Lutra w Halle i Wittenberdze. Otrzymał również nagrody resortowe I, II i III stopnia, a także m.in. następujące odznaczenia:
- Order Sztandaru Pracy I klasy
- Krzyż Komandorski z Gwiazdą Orderu Odrodzenia Polski (1997)[11]
- Krzyż Komandorski Orderu Odrodzenia Polski
- Krzyż Kawalerski Orderu Odrodzenia Polski
- Medal 40-lecia Polski Ludowej (1984)
- Medal za Długoletnie Pożycie Małżeńskie (2000)[12]
- Medal Komisji Edukacji Narodowej
- Odznaka tytułu honorowego „Zasłużony Nauczyciel Polskiej Rzeczypospolitej Ludowej”
- Tytuł „Honorowy Górnik PRL”[13]
- Odznaka „Zasłużonemu dla Akademii Ekonomicznej w Katowicach” (1983)[14]
- Medal „Zasłużony dla Nadwiślańskich Jednostek Wojskowych MSW” (1983)[15]
- Medal 35-lecia Śląskiej Akademii Medycznej (1983)[16]
- Medal „Za Zasługi dla 1 Dywizji Artylerii OPK im. Powstańców Śląskich”
- Złoty Order „Gwiazda Przyjaźni między Narodami” (Niemcy Wschodnie, 1986)[17]
- Medal jubileuszowy „Czterdziestolecia zwycięstwa w Wielkiej Wojnie Ojczyźnianej 1941–1945” (Związek Radziecki, 1985)[18]
- Jubileuszowy Medal 100. Rocznicy Urodzin Georgi Dymitrowa (Bułgaria, 1983)[19]